# Beckers
För andra betydelser, se Beckers (olika betydelser).
Beckers är ett varumärke med ursprung i den svenska färgtillverkaren AB Wilh. Becker och som idag även används av det finska företaget Tikkurila Oyj.

## Historia
Namnet kommer ursprungligen från Wilhelm Becker, grundare av det företag i Stockholm som kom att heta AB Wilh. Becker och 1874 startade egen färgtillverkning. I verksamheten har det funnits såväl konstnärsfärger som produkter för byggmåleri och industrifärger, och namnet Beckers har följt med i alla sektorer.
År 1967 kom regnbågslogotypen. Den hade då fem färger, med namnet Beckers över. År 2012 gjordes en mindre ändring av logotypen, till en regnbåge med fyra färger och namnet Beckers flyttades ner under bågen.

## Varumärke inom två koncerner

### AB Wilh. Becker
Inom AB Wilh. Becker används varumärket Beckers idag inom de båda helägda företagsgrupperna Beckers Group, specialiserad på industriprodukter, och Colart, specialiserad på konstnärsmaterial. Inom den senare används varumärket Beckers "A", som inkluderar konstnärsfärger under namnet Beckers normalfärg.

### Tikkurila Oyj
AB Wilh. Beckers gjorde sig av med sin sektion för målarfärger inom bygg- och konsumentmarknaden för vägg- och husfärger och liknande, via företaget Alcro-Beckers, som 2001 såldes till det finska företaget Tikkurila Oy, sedan 2010 Tikkurila Oyj, som behållit varumärket Beckers, inklusive regnbågslogotypen, för dessa produkter.